# Santa Rosa (Tinogasta)
Santa Rosa es una localidad del departamento Tinogasta, en el oeste de la provincia argentina de Catamarca. Constituye una comuna del municipio de Tinogasta.

## Geografía

### Ubicación
Se encuentra a 5 km al norte del centro de la ciudad de Tinogasta accediéndose a través de la Av. Córdoba. El pueblo se encuentra a lo largo de esta última avenida, el Aeródromo municipal y la Ruta Nacional 60.

### Población
En el censo de 2001 del INDEC su población fue incluida dentro de la ciudad de Tinogasta junto a la pequeña población de Villa San Roque. Ese censo dio un número de habitantes de 11 257 habitantes (Indec, 2001).

## Imágenes

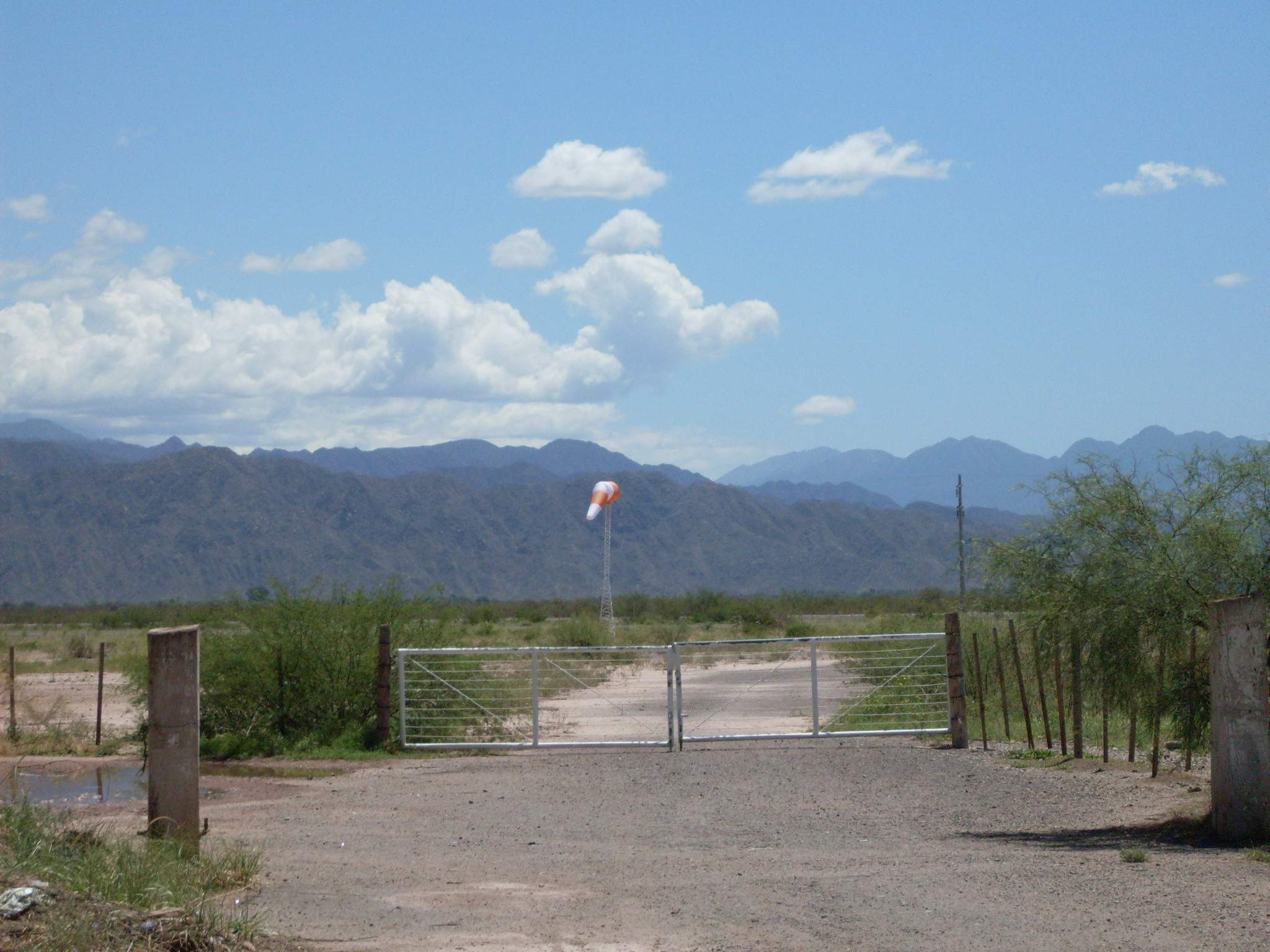
Aeródromo de Tinogasta
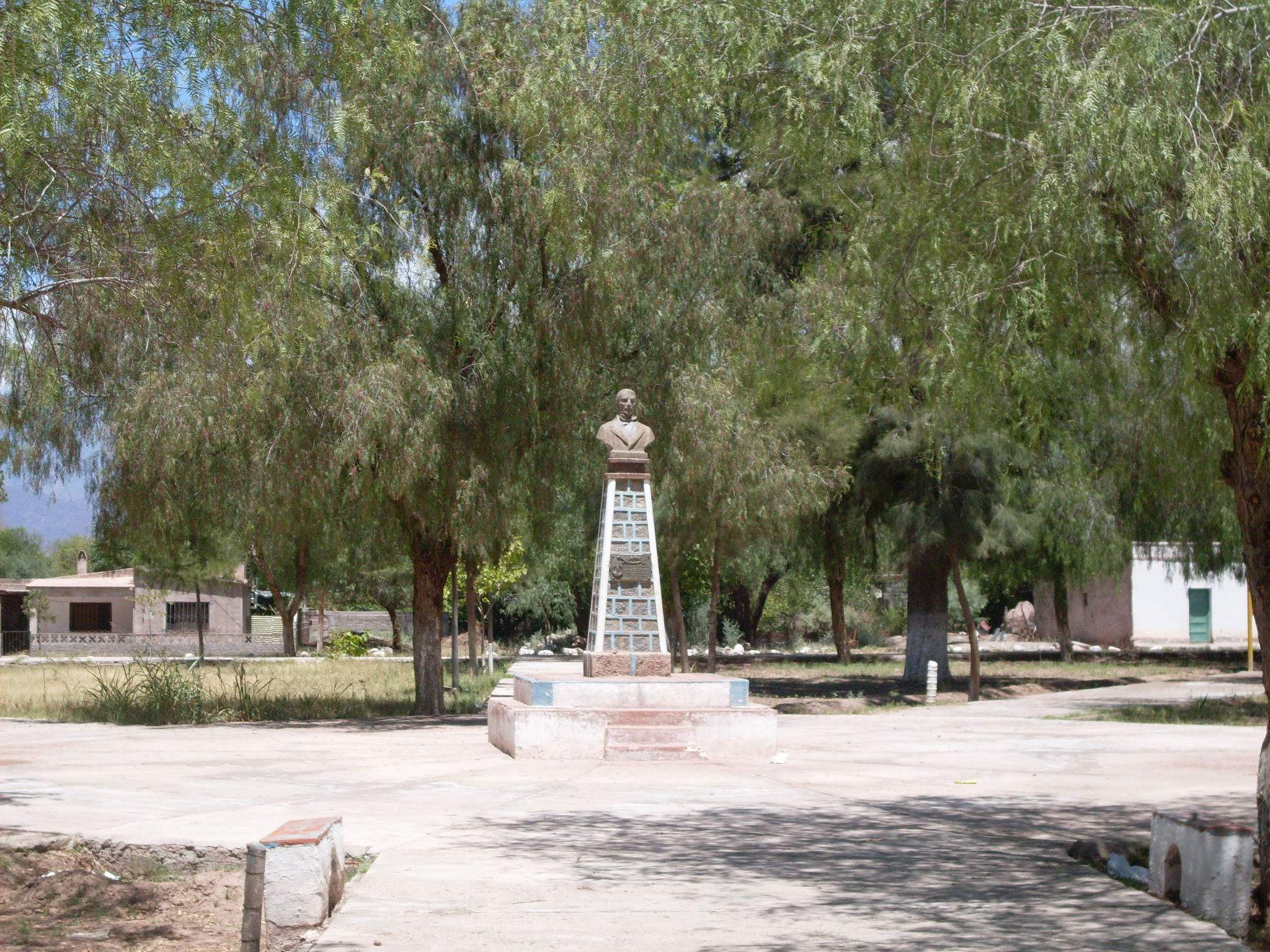
Plaza de Santa Rosa
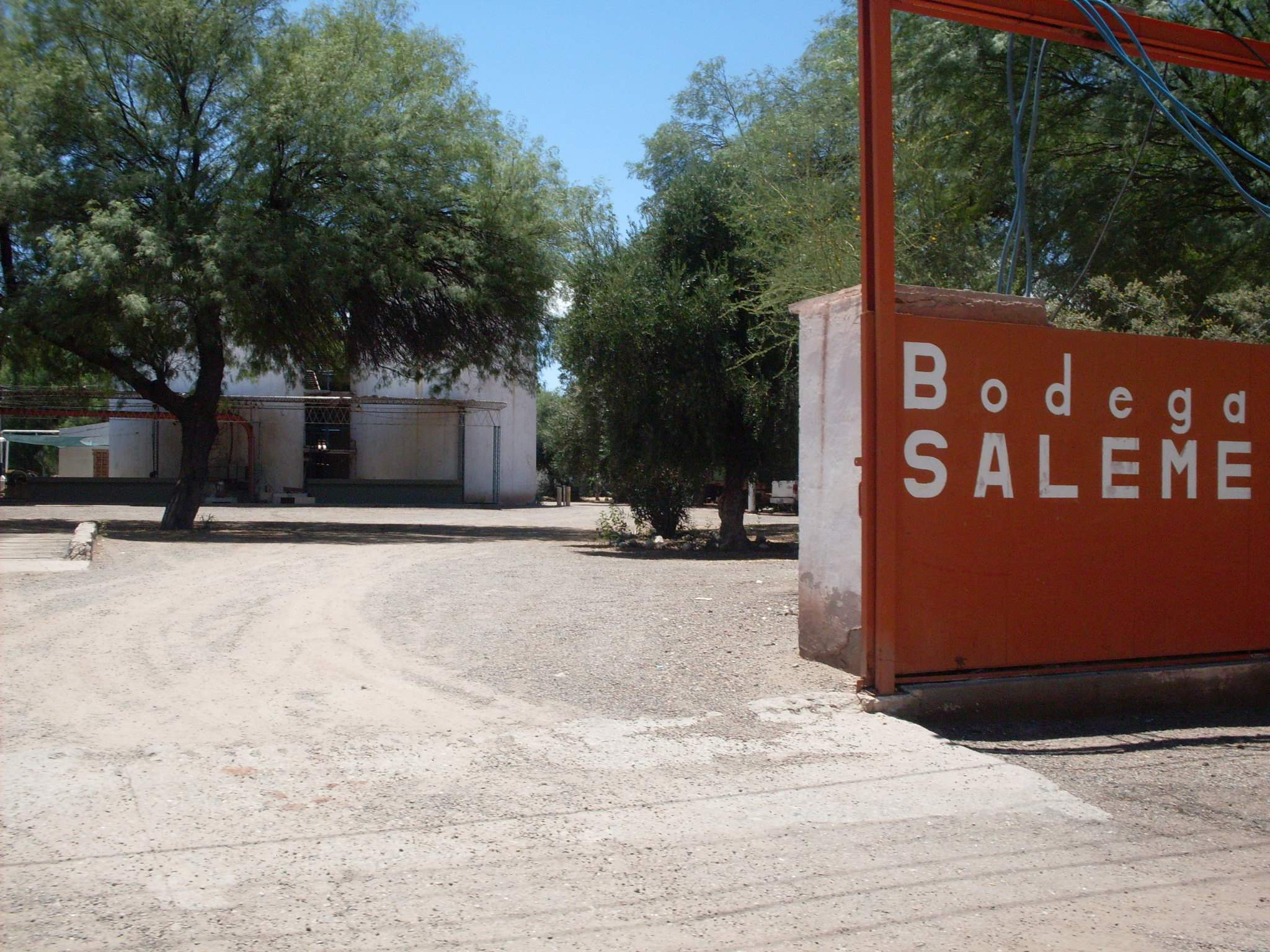
Bodega Saleme